# 莫兰河畔维利耶
莫兰河畔维利耶（法語：Villiers-sur-Morin，法語發音：[vilje syʁ mɔʁɛ̃] ⓘ）是法国法蘭西島大區塞纳-马恩省的一个市镇，属于莫城区。 

## 地理
莫兰河畔维利耶（48°51'37"N, 2°52'46"E）面积6.28 平方千米，位于法国法蘭西島大區塞纳-马恩省，该省份为法国北部内陆省份，北起瓦兹省，西接埃松省、马恩河谷省、塞纳-圣但尼省和瓦兹河谷省，南至卢瓦雷省，东南接约讷省，东临马恩省和奥布省，东北接埃纳省。
与莫兰河畔维利耶接壤的市镇（或旧市镇、城区）包括：库伊蓬托达姆、库特夫鲁、克雷西-拉沙佩勒、莫兰河畔圣日耳曼、孔特新城、武朗日斯。

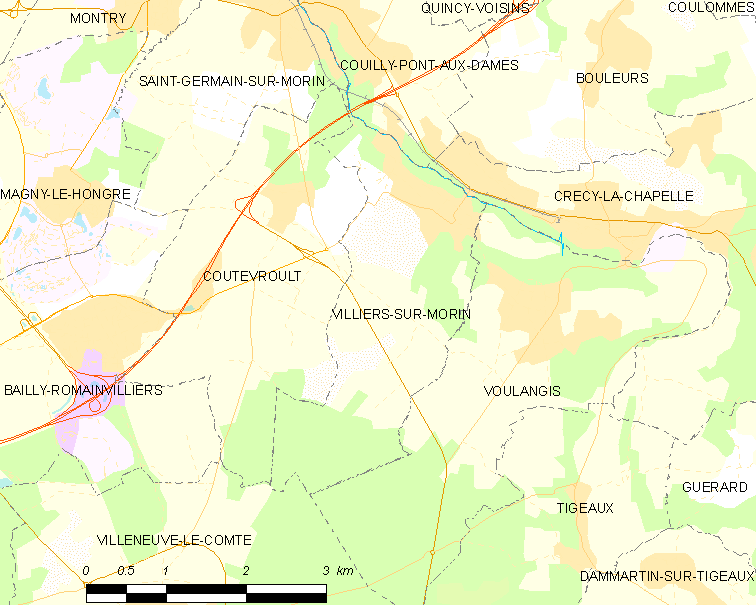
莫兰河畔维利耶的OSM定位图

莫兰河畔维利耶的时区为UTC+01:00、UTC+02:00（夏令时）。

## 行政
莫兰河畔维利耶的邮政编码为77580，INSEE市镇编码为77521。

## 政治
莫兰河畔维利耶所属的省级选区为塞里斯县。

## 人口

1962-2008年间莫兰河畔维利耶人口变化图示

莫兰河畔维利耶于2022年1月1日时的人口数量为2067人。